# Distincția „Guillermo Cano”
Distincția „Guillermo Cano” este un premiu acordat de UNESCO începând cu anul 1997 prin care gratifică devotamentul ziariștilor care – înfruntând amenințări cu moartea, regimuri politice opresive sau medii sociale dominate de extremism și mafie – continuă să-și facă meseria.
A fost instituit în memoria jurnalistului columbian Guillermo Cano Isaza, asasinat în anul 1996 de traficanții columbieni de droguri, ca răzbunare pentru dezvăluirile pe care le-a făcut despre influența traficanților asupra politicii țării.